# Enzyklopädik
Als Enzyklopädik oder (älter) Enzyklopädistik bezeichnet man die Wissenschaft von der Erforschung und Entwicklung enzyklopädischer Nachschlagewerke. Gelegentlich wird unter Enzyklopädik schwerpunktmäßig die historische Untersuchung und unter Enzyklopädistik eher die Beschäftigung mit dem Aufbau und der Gestaltung von Enzyklopädien subsumiert. Eine genaue Trennung ist jedoch nicht möglich, da beide Bezeichnungen oft synonym verwendet werden. Die neuere Bezeichnung für die heutige Forschungsdisziplin ist Enzyklopädik.

## Wissenschaftliche Einordnung
Die Wissenschaft ist in Deutschland wie auch in Österreich kein eigenständiges universitäres Fach. Ihre Themen behandelt man üblicherweise in der Geistes- und Bildungsgeschichte. Ein Schwerpunkt liegt auf der Frühen Neuzeit und die Bezüge zum Wissenschaftsverständnis und zur Aufklärung. Andere Wissenschaften mit Bezug zur Betrachtung von Enzyklopädien sind die Kulturwissenschaft, Medienwissenschaft und Wissenschaftstheorie.
Während eine Enzyklopädie ein Sachwörterbuch darstellt, beschäftigen Sprachwörterbücher (oder kurz: Wörterbücher) sich mit Wörtern. Dafür gibt es die Lexikografie, eine angewandte Sprachwissenschaft.

## Geschichte
Die Enzyklopädik entstand als Enzyklopädistik im Mittelalter und entwickelte beispielsweise die alphabetische Strukturierung als Gliederungsprinzip (z. B. Erstausgabe der Polyanthea von Dominicus Nanus Mirabellius). Weitere Merkmale sind die Einführung von Zwischenüberschriften und das Bemühen um eine klare Hierarchisierung des Textkörpers.
Das Allgemeine Brouillon von Novalis stellt eine Materialsammlung zum Projekt einer Enzyklopädie dar. Dabei ließ sich Novalis von Vorbildern wie der Wissenschaftslehre von Johann Gottlieb Fichte oder der Bibel anregen, konzentrierte sich aber dann in seinen Erwägungen über die Einteilungsprinzipien einer Enzyklopädie immer mehr auf eine Einführung zur Theorie der Enzyklopädistik, wobei er sich insbesondere mit den Vorarbeiten der französischen Enzyklopädisten auseinandergesetzt hat.